# Арменски манастири на Иран
Арменските манастири на Иран се намират в северозападната част на страната и се състоят от три манастира на арменската християнска вяра: Св. Тадеус, Св. Стефанос и параклисът Дзордзор.
Арменските манастири на Иран са включени в Списъка на световното културно и природно наследство на ЮНЕСКО през 2008 г.
Постройките са пример за изключителната стойност на арменските архитектурни и декоративни традиции. Най-старият манастир от тях е Св. Тадеус, наричан още Кара Келиса – „Черната Църква“, който датира от 7 век. Предполага се, че в него се намира гробницата на Св. Тадеус, апостол на Исус Христос. Манастирът винаги е бил от високо значение за християните, живеещи в региона и днес все още се посещава от иранската арменска общност.
Манастирът Св. Стефанос се намира на около 15 km северозападно от град Джолфа, в провинция Източен Азербайджан. Първоначално е построен през 9 век, а по-късно е възстановен през епохата на Сефевидите, след като е бил частично разрушаван от войни и земетресения. Архитектурата му е явен пример за византийската, източноправославна и персийската култури.
Параклисът Дзордзор е разположен в провинция Западен Азербайджан, до река Зангмар. Поради изграждането на язовир на реката се налага параклисът да бъде преместен на върха на близък хълм. Той е разрушен и после построен отново, като автентичността му е запазена изцяло.
Манастирите са преживели много разрушавания, както от човешка намеса, така и от природни бедствия. Иранската организация за културно наследство полага големи усилия за опазването и реставрацията на арменските манастири.

## Галерия
- Манастирът Св. Стефанос
- Манастирът Св. Тадеус
- Параклисът Дзордзор